# Kama (legering)
Kama är en nickellegering med följande tillsatsämnen:
- krom 19 – 27 %
- aluminium 2,6 – 3,5 %
- tellur 1,5 – 3,0 %
- mangan 0,9 – 1,5 %

I trådform används materialet för tillverkning av elektriska motstånd (resistorer).
Resistiviteten är 1,33 µΩm.